# Aussie Aussie Aussie, Oi Oi Oi

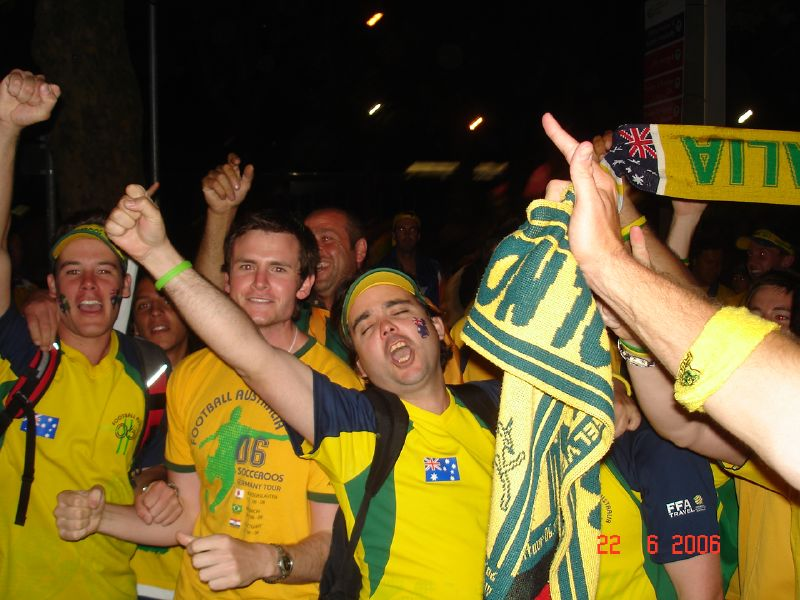
Cổ động viên Úc tại World Cup 2006

"Aussie Aussie Aussie, Oi Oi Oi" là một câu khẩu hiệu cổ vũ hay vịnh xướng thường thấy trong những sự kiện thể thao của Úc. Đây là một phiên bản biến thể của khẩu hiệu Oggy Oggy Oggy mà những cổ động viên bóng đá và rugby Anh Quốc dùng từ khoảng những năm 1960. Aussie Oi thường được một nhóm đông cổ động viên hô to để khích lệ tinh thần cho đội thi đấu hay vận động viên mà họ yêu thích.

## Khẩu hiệu
Bản đầy đủ của khẩu hiệu được phóng viên Luba Vangelova của đài CNNSI ghi lại trong một sự kiện thể thao tại Thế vận hội Mùa hè 2000 như sau:
Một người hô to: "Aussie, Aussie, Aussie!"
Đám đông đáp lại: "Oi! Oi! Oi!"
Một người: "Aussie, Aussie, Aussie!"
Đám đông: "Oi! Oi! Oi!"
Một người: "Aussie!"
Đám đông: "Oi!"
Một người: "Aussie!"
Đám đông: "Oi!"
Một người (nhanh hơn): "Aussie, Aussie, Aussie!"
Đám đông (nhanh hơn): "Oi! Oi! Oi!"
Suốt Thế vận hội 2000, câu khẩu hiệu được hô vang khắp nơi trong các sự kiện thi đấu. Sau này, nó phổ biến ra các giải thể thao thế giới, bất cứ khi nào có các vận động viên người Úc tham dự.